# Lavis
Lavis település Olaszországban, Trento megyében. Lakosainak száma 9150 fő (2023. január 1.). Lavis San Michele all’Adige, Trento, Giovo, Vallelaghi és Terre d'Adige községekkel határos.

## Népesség
A település népességének változása:

## Közlekedés

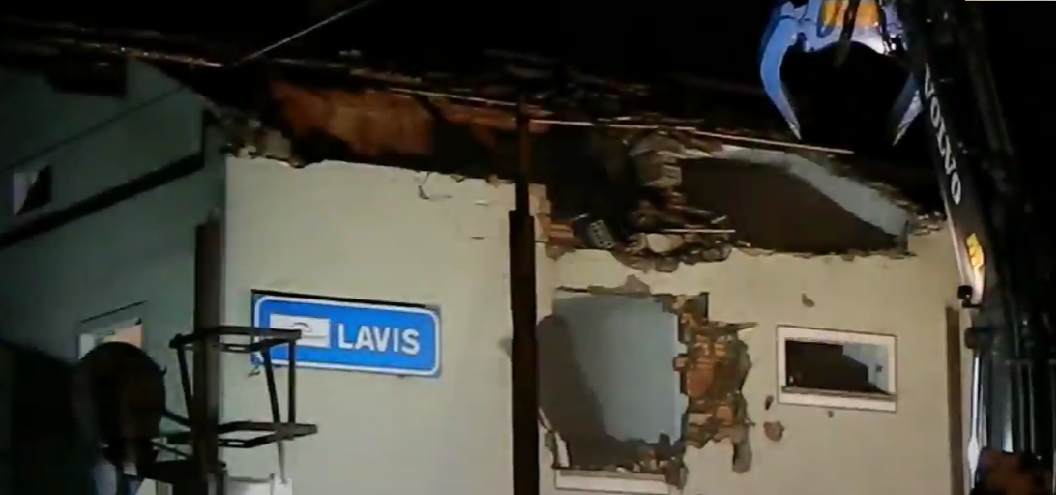
Lavis állomás az utasforgalmi épület bontása közben, 2018 elején

A települést átszeli az A22-es autópálya és az SS 12-es út, amelyről itt ágazik le az SS 612-es út. A Brenner-vasútvonal és a Trento–Malè–Marilleva-vasútvonal is áthalad Lavison.